# Chiesa di Santa Maria Assunta e San Giuseppe a Primavalle
La chiesa di Santa Maria Assunta e San Giuseppe a Primavalle è un luogo di culto cattolico di Roma, nel quartiere Primavalle, in piazza Clemente XI, sede dell'omonima parrocchia affidata fin dalla fondazione ai Poveri Servi della Divina Provvidenza.

## Storia
Nel 1932 per volere di papa Pio XI, iniziò nella nascente borgata di Primavalle la costruzione di una chiesa, luogo sussidiario di culto della parrocchia di San Filippo Neri alla Pineta Sacchetti, su progetto di Tullio Rossi, affinché vi si stabilisse una comunità di suore orsoline. L'edificio venne consacrato il 3 giugno dell'anno dal vescovo Francesco Pascucci, segretario generale del Vicariato di Roma. Originariamente la chiesa era dedicata a "Santa Maria Assunta in Cielo" e solo successivamente, con i restauri degli anni 50, si aggiunse anche "San Giuseppe". La chiesa era officiata inizialmente da un cappellano che risiedeva presso il Forte Braschi; successivamente alle suore si affiancarono i sacerdoti dell'Opera don Calabria, presente sul territorio dal 1932.
Il 16 aprile 1951 con il decreto del cardinale vicario Clemente Micara Simul cum numero la chiesa venne eretta a parrocchia, rimanendo affidata ai preti della congregazione dei Poveri Servi della Divina Provvidenza, che la reggono tuttora. Tra il 1952 e il 1953 fu oggetto di un importante intervento di restauro ed ampliamento su progetto di Renato Costa, nell'ambito del quale venne edificato un avancorpo demolendo l'originario portico a tre fornici della facciata, e ridisegnato l'interno.
La chiesa è un titolo cardinalizio (Santa Maria Assunta e San Giuseppe a Primavalle) istituito da papa Francesco il 7 dicembre 2024.

## Descrizione
L'avancorpo, frutto dei restauri del 1952-53 e raccordato interamente alla chiesa, della quale fa parte integrante, con un arco a sesto ribassato, è caratterizzato esternamente dalla facciata, che dà su piazza Clemente XI; essa presenta un paramento murario in mattoni a spina di pesce intervallati orizzontalmente da una fascia in travertino; su quest'ultima insiste la tettoia che sormonta l'unico portale, formata da un arco affiancato da due semiarchi, con gli intradossi mosaicati con Gesù a braccia aperte con la scritta Venite a me voi tutti che siete affaticati e stanchi. Nella parte superiore del prospetto si apre un'ampia finestra che ne segue il coronamento triangolare, suddivisa verticalmente da setti anch'essi in travertino. Le fiancate sono caratterizzate da un'alternanza di settori intonacati (nei quali si aprono i rosoni che danno luce all'interno) ad altri in mattoni; al di sopra dell'edificio della canonica, alla destra della chiesa, si eleva il campanile a vela, ad unica fornice, che richiama l'architettura delle missioni.
L'interno della chiesa è costituito da un'unica navata coperta con capriate lignee a vista e suddivisa in sei campate da pilastri quadrangolari dipinte a bande orizzontali bicromatiche analogamente agli altri elementi strutturali dell'edificio (questa decorazione risale alla ristrutturazione operata nei primi anni 90 del XX secolo, in precedenza la chiesa era tinteggiata in bianco con rifiniture alle colonne di color porpora). In controfacciata trova luogo la cantoria, al di sotto della quale vi è la bussola d'ingresso, con bassorilievi bronzei dello scultore Cavallaro raffiguranti Scene del Nuovo Testamento (1979); nella terza campata vi sono due edicole in legno che accolgono le statue di San Giuseppe (a destra) e dell'Assunta (a sinistra). La navata termina con l'abside poligonale, introdotta da un arco a tutto sesto e anch'essa con soffitto a capriate, con altare marmoreo e pala raffigurante l'Assunta fra angeli.